# Thad Lewis
Pour les articles homonymes, voir Lewis.
(en) Statistiques sur pro-football-reference
Thaddeus Cowan « Thad » Lewis, né le 19 novembre 1987  à Opa-locka en Floride, est un entraîneur et ancien joueur américain de football américain évoluant au poste de quarterback en National Football League (NFL).
Il passe la quasi-totalité de sa carrière NFL de huit saisons comme joueur réserviste, joueur d'équipe d'entraînement ou joueur d'intersaison au sein de huit équipes différentes. Il joue en sept matchs de saison régulière au cours de sa carrière dont six comme titulaire : un avec les Browns de Cleveland en 2012 et cinq avec les Bills de Buffalo en 2013. Il commence sa carrière d'entraîneur en 2018 et travaille pour les Buccaneers de Tampa Bay depuis 2020.

## Biographie

### Carrière professionnelle
Lewis est engagé par les Rams de Los Angeles comme agent libre non selectionné à la draft 2010 de la NFL. Il ne dispute aucun match pendant sa saison rookie en 2010. Il est libéré par les Rams avant le début de la saison régulière 2011.
Il est réclamé au ballotage par les Browns de Cleveland sur la recommendation du coordinateur offensif Pat Shurmur le 4 septembre 2012,. Il est bientôt libéré, et mis sur l'équipe d'entraînement.
Il est le quarterback titulaire pour la dernier match du saison régulière contre les Steelers de Pittsburgh. Il inscrit 22 passes complétées sur 32 tentatives pour 204 yards et un touchdown et une interception dans une défaite de 24 à 10. Il est libéré par les Browns le 22 mai 2013.
Le  25 août 2013, il est échangé des Lions de Détroit aux Bills de Buffalo contre le linebacker Chris White.
Il est libéré par les Bills le 26 août 2014.
Le 24 novembre 2014, il est engagé par les Texans de Houston après une blessure subit par Ryan Mallett.
Le 12 mars 2015, il est engagé par les Browns de Cleveland. Il est libéré peu avant le début de la saison régulière le 5 septembre 2015.
Le 21 septembre 2015, il est engagé par les Eagles de Philadelphie.
Le 10 mars 2016, il signe un contrat d'un an avec les 49ers de San Francisco. Il est placé sur la liste des blessés le 16 août 2016.
Le 14 août 2017, il est engagé par les Ravens de Baltimore. Il est libéré 18 jours plus tard le 1er septembre 2017 peu avant le début de la saison régulière.

### Carrière d'entraîneur
En janvier 2018, il est engagé par l'université de Californie à Los Angeles comme analyste offensif.
En 2020, il est engagé comme stagiaire d'entraînement par les Buccaneers de Tampa Bay. Entre 2021 et 2022, il est entraîneur adjoint des wide receivers pour l'équipe. En 2023, il est promu au poste d'entraîneur des quarterbacks.